# Prix Locus du meilleur roman de science-fiction
Les prix Locus sont décernés chaque année, depuis 1971, par les lecteurs du magazine américain mensuel de science-fiction Locus lors d'un banquet annuel organisé par la Locus Science Fiction Foundation.
La catégorie du meilleur roman de science-fiction récompense le meilleur roman de science-fiction. Cette catégorie a été créée en 1978, a disparu en 1979 puis est réapparue en 1980. Depuis cette date, le prix est décerné chaque année.

## Palmarès
Les gagnants sont cités en premier, suivis par les autres œuvres nommées.

### Années 1970

#### 1978
La Grande Porte (Gateway) par Frederik Pohl
- Dans l'océan de la nuit (In the Ocean of Night) par Gregory Benford
- Le Canal Ophite (The Ophiuchi Hotline) par John Varley
- Time Storm par Gordon R. Dickson
- Michaelmas (Michaelmas) par Algis Budrys
- Substance Mort (A Scanner Darkly) par Philip K. Dick
- Dosadi (The Dosadi Experiment) par Frank Herbert
- Lucifer's Hammer par Larry Niven et Jerry Pournelle
- Dragonsinger par Anne McCaffrey
- L'Agonie de la lumière (Dying of the Light) par George R. R. Martin
- La Tour interdite (The Forbidden Tower) par Marion Zimmer Bradley
- Chasseurs de mondes (Hunter of Worlds) par C. J. Cherryh
- Mirkheim par Poul Anderson
- Le Noir Dessein (The Dark Design) par Philip José Farmer
- Héritiers des étoiles (A Heritage of Stars) par Clifford D. Simak
- Cirque par Terry Carr
- Moonstar Odyssey par David Gerrold
- Midnight at the Well of Souls par Jack L. Chalker
- Inherit the Stars par James P. Hogan (en)
- En mémoire de mes péchés (All My Sins Remembered) par Joe Haldeman
- L'Inca de Mars (The Martian Inca) par Ian Watson
- A Little Knowledge par Michael Bishop
- Les Étoiles, si elles sont divines (If the Stars Are Gods) par Gregory Benford et Gordon Eklund

### Années 1980

#### 1980
Titan (Titan) par John Varley
- Jem (Jem) par Frederik Pohl
- Les Fontaines du paradis (The Fountains of Paradise) par Arthur C. Clarke
- La Danse des étoiles (Stardance) par Spider Robinson et Jeanne Robinson
- Sur les ailes du chant (On Wings of Song) par Thomas M. Disch
- Soleil mort : Kutath (The Faded Sun: Kutath) par C. J. Cherryh
- La Route de Corlay (The Road to Corlay) par Richard Cowper
- Les Tambours de Pern (Dragondrums) par Anne McCaffrey
- L'Été-machine (Engine Summer) par John Crowley
- Le Visage du démon (The Face) par Jack Vance
- Le Temps des genévriers (Juniper Time) par Kate Wilhelm
- Transfigurations par Michael Bishop
- Repères sur la route (Roadmarks) par Roger Zelazny
- Kinsman par Ben Bova
- SS-GB (SS-GB) par Len Deighton
- Catacomb Years par Michael Bishop
- La Toile entre les mondes (The Web Between the Worlds) par Charles Sheffield
- Mayflies par Kevin O'Donnell, Jr.
- Le Rêveur illimité (The Unlimited Dream Company) par J. G. Ballard
- Une planète nommée trahison (A Planet Called Treason) par Orson Scott Card
- La Grande guerre des Bleus et des Roses (A World Between) par Norman Spinrad
- The Two Faces of Tomorrow par James P. Hogan (en)
- Le Jour des Kleshs (The Day of the Klesh) par M. A. Foster
- Les Ingénieurs de l'Anneau-Monde (The Ringworld Engineers) par Larry Niven
- Janissaries par Jerry Pournelle

#### 1981
La Reine des neiges (The Snow Queen) par Joan D. Vinge
- Les Pilotes de la Grande Porte (Beyond the Blue Event Horizon) par Frederik Pohl
- Les Ingénieurs de l'Anneau-Monde (The Ringworld Engineers) par Larry Niven
- Sorcière (Wizard) par John Varley
- Un paysage du temps (Timescape) par Gregory Benford
- L'Oiseau d'Amérique (Mockingbird) par Walter Tevis
- Les Seigneurs de l'Hydre (Serpent's Reach) par C. J. Cherryh
- Charlie (Firestarter) par Stephen King
- The Number of the Beast par Robert A. Heinlein
- Le Labyrinthe magique (The Magic Labyrinth) par Philip José Farmer
- Le Loup des Kilghard (Two to Conquer) par Marion Zimmer Bradley
- Wild Seed par Octavia E. Butler
- Golem100 par Alfred Bester
- L'Œuf du Dragon (Dragon's Egg) par Robert L. Forward
- Jeux dangereux (Dangerous Games) par Marta Randall
- Chants des étoiles (Songs from the Stars) par Norman Spinrad
- Les Maîtres chanteurs (Songmaster) par Orson Scott Card
- Eyes of Fire par Michael Bishop
- The Gardens of Delight par Ian Watson
- Molly zéro (Molly Zero) par Keith Roberts
- Thrice Upon a Time par James P. Hogan (en)
- Waves par M. A. Foster
- First Channel par Jean Lorrah (en) et Jacqueline Lichtenberg
- La Balade de city (City Come A-Walkin') par John Shirley

#### 1982
Le Pays multicolore et Les Conquérants du pliocène (The Many-Colored Land) par Julian May
- Elle qui chevauche les tempêtes (Windhaven) par George R. R. Martin et Lisa Tuttle
- Forteresse des étoiles (Downbelow Station) par C. J. Cherryh
- Dream Park par Larry Niven et Steven Barnes
- Projet Vatican XVII (Project Pope) par Clifford D. Simak
- L'Empereur-Dieu de Dune (God Emperor of Dune) par Frank Herbert
- La Guerre en douce (The Cool War) par Frederik Pohl
- L'Exil de Sharra (Sharra's Exile) par Marion Zimmer Bradley
- Oath of Fealty par Larry Niven et Jerry Pournelle
- Enig Marcheur (Riddley Walker) par Russell Hoban
- L'Invasion divine (The Divine Invasion) par Philip K. Dick
- Le Livre des rêves (The Book of Dreams) par Jack Vance
- The Sardonyx Net par Elizabeth A. Lynn
- King David's Spaceship par Jerry Pournelle
- Worlds par Joe Haldeman
- At the Eye of the Ocean par Hilbert Schenck (en)
- Radix (Radix) par A. A. Attanasio
- Le Masque vide (The Unreasoning Mask) par Philip José Farmer
- Voyagers par Ben Bova
- Dream Dancer par Janet Morris
- Chanur (The Pride of Chanur) par C. J. Cherryh
- The Dreamers par James Gunn
- Twelve Fair Kingdoms par Suzette Haden Elgin
- Giants' Star par James P. Hogan (en)
- La Fontaine pétrifiante (The Affirmation) par Christopher Priest
- Deathhunter par Ian Watson
- SIVA (VALIS) par Philip K. Dick
- Lilith par Jack L. Chalker
- Systemic Shock par Dean Ing (en)
- In the Hands of Glory par Phyllis Eisenstein
- Les Flots sans rivage (Wave Without a Shore) par C. J. Cherryh

#### 1983
Fondation foudroyée (Foundation's Edge) par Isaac Asimov
- 2010 : Odyssée deux (2010: Odyssey Two) par Arthur C. Clarke
- Vendredi (Friday) par Robert A. Heinlein
- Chanur (The Pride of Chanur) par C. J. Cherryh
- Parade nuptiale (Courtship Rite) par Donald Kingsbury
- Le Printemps d'Helliconia (Helliconia Spring) par Brian Aldiss
- La Chanteuse crystal (The Crystal Singer) par Anne McCaffrey
- Starburst par Frederik Pohl
- L'Opéra de l'espace (Merchanter's Luck) par C. J. Cherryh
- La Vie, l'Univers et le Reste (Life, the Universe and Everything) par Douglas Adams
- Le Torque d'or (The Golden Torc) par Julian May
- La Belle Fauconnière (Hawkmistress!) par Marion Zimmer Bradley
- Roderick par John Sladek
- No Enemy But Time par Michael Bishop
- L'Œil du chat (Eye of Cat) par Roger Zelazny
- The Descent of Anansi par Larry Niven et Steven Barnes
- Mindkiller par Spider Robinson
- A Rose for Armageddon par Hilbert Schenck (en)
- La Mort blanche (The White Plague) par Frank Herbert
- Engrenages (Coils) par Fred Saberhagen et Roger Zelazny
- La Fin de l'hiver (Wintermind) par Marvin Kaye (en) et Parke Godwin
- Birthright: The Book of Man par Mike Resnick
- Aurelia par R. A. Lafferty
- Lumière sur le détroit (Light on the Sound) par Somtow Sucharitkul
- Nor Crystal Tears par Alan Dean Foster
- The Fall of the Shell par Paul O. Williams (en)

#### 1984
Marée stellaire (Startide Rising) par David Brin
- Les Robots de l'aube (The Robots of Dawn) par Isaac Asimov
- Millénium (Millennium) par John Varley
- Helliconia, l'été (Helliconia Summer) par Brian Aldiss
- La Dernière Croisière du Dragon-Zéphyr (The Void Captain's Tale) par Norman Spinrad
- La Dame aux dragons (Moreta, Dragonlady of Pern) par Anne McCaffrey
- La Maison des Amazones (Thendara House) par Marion Zimmer Bradley
- Contre l'infini (Against Infinity) par Gregory Benford
- Orion Shall Rise par Poul Anderson
- The Nonborn King par Julian May
- Superluminal (Superluminal) par Vonda N. McIntyre
- Bonjour, chaos (Welcome, Chaos) par Kate Wilhelm
- Le Creuset du temps (The Crucible of Time) par John Brunner
- Worlds Apart par Joe Haldeman
- Valentin de Majipoor (Valentine Pontifex) par Robert Silverberg
- Les Dieux du fleuve (Gods of Riverworld) par Philip José Farmer
- La Citadelle de l'Autarque (The Citadel of the Autarch) par Gene Wolfe
- Les Oubliés de Gehenna (Forty Thousand in Gehenna) par C. J. Cherryh
- A Matter for Men par David Gerrold
- The Birth of the People's Republic of Antarctica par John Batchelor
- Wall Around a Star par Jack Williamson et Frederik Pohl
- Les Fils de la Sorcière (Golden Witchbreed) par Mary Gentle
- Broken Symmetries par Paul Preuss
- Roderick at Random par John Sladek
- There Is No Darkness par Joe Haldeman et Jack C. Haldeman II (en)
- Code of the Lifemaker par James P. Hogan (en)
- Tik-tok (Tik-Tok) par John Sladek
- Transformer par M. A. Foster

#### 1985
The Integral Trees par Larry Niven
- Démon (Demon) par John Varley
- Rendez-vous à la Grande Porte (Heechee Rendezvous) par Frederik Pohl
- Stars In My Pocket Like Grains of Sand par Samuel R. Delany
- L'Épopée de Chanur (Chanur's Venture) par C. J. Cherryh
- À travers la mer des soleils (Across the Sea of Suns) par Gregory Benford
- West of Eden par Harry Harrison
- Neuromancien (Neuromancer) par William Gibson
- The Final Encyclopedia par Gordon R. Dickson
- La Cité Mirage (City of Sorcery) par Marion Zimmer Bradley
- Les Menhirs de glace (Icehenge) par Kim Stanley Robinson
- The Peace War par Vernor Vinge
- Finismonde (World's End) par Joan D. Vinge
- Humains, plus qu'humains (Clay's Ark) par Octavia E. Butler
- The Adversary par Julian May
- Le Rivage oublié (The Wild Shore) par Kim Stanley Robinson
- Les Hérétiques de Dune (Heretics of Dune) par Frank Herbert
- Emergence par David R. Palmer (en)
- A Day for Damnation par David Gerrold
- Native Tongue par Suzette Haden Elgin
- Les Yeux électriques (Green Eyes) par Lucius Shepard
- Free Live Free par Gene Wolfe
- Star Rebel par F. M. Busby
- Dr Adder (Dr. Adder) par K. W. Jeter
- La Grande hurle (The Man Who Melted) par Jack Dann
- Le Glamour (The Glamour) par Christopher Priest
- The Practice Effect par David Brin
- Steam Bird par Hilbert Schenck (en)
- Histoire d'os (Them Bones) par Howard Waldrop
- Circumpolar! par Richard A. Lupoff

#### 1986
Le Facteur (The Postman) par David Brin
- La Stratégie Ender (Ender's Game) par Orson Scott Card
- Footfall par Larry Niven et Jerry Pournelle
- Les Robots et l'Empire (Robots and Empire) par Isaac Asimov
- L'Hiver d'Helliconia (Helliconia Winter) par Brian Aldiss
- Le Chat passe-muraille (The Cat Who Walks Through Walls) par Robert A. Heinlein
- Le Palais du Déviant (Dinner at Deviant's Palace) par Tim Powers
- Brightness Falls from the Air par James Tiptree, Jr
- L'Œuf du coucou (Cuckoo's Egg) par C. J. Cherryh
- La Vallée de l'éternel retour (Always Coming Home) par Ursula K. Le Guin
- La Musique du sang (Blood Music) par Greg Bear
- Éon (Eon) par Greg Bear
- The Proteus Operation par James P. Hogan (en)
- La Vengeance de Chanur (The Kif Strike Back) par C. J. Cherryh
- Contact (Contact) par Carl Sagan
- Artifact par Gregory Benford
- La Mémoire de la lumière (The Memory of Whiteness) par Kim Stanley Robinson
- La Schismatrice (Schismatrix) par Bruce Sterling
- Between the Strokes of Night par Charles Sheffield
- La Maison des mères (Chapterhouse: Dune) par Frank Herbert
- Ancient of Days par Michael Bishop
- Emprise par Michael P. Kube-McDowell
- Dayworld par Philip José Farmer
- L'Enfant de la fortune (Child of Fortune) par Norman Spinrad
- Tom O'Bedlam (Tom O'Bedlam) par Robert Silverberg
- Starquake par Robert L. Forward
- Survol (Kiteworld) par Keith Roberts
- The Remaking of Sigmund Freud par Barry Malzberg
- Five-Twelfths of Heaven par Melissa Scott
- Le Vent des ténèbres (The Darkling Wind) par Somtow Sucharitkul

#### 1987
La Voix des morts (Speaker for the Dead) par Orson Scott Card
- Au cœur de la comète (Heart of the Comet) par Gregory Benford et David Brin
- Comte Zéro (Count Zero) par William Gibson
- La Servante écarlate (The Handmaid's Tale) par Margaret Atwood
- Terre et Fondation (Foundation and Earth) par Isaac Asimov
- Le Retour de Chanur (Chanur's Homecoming) par C. J. Cherryh
- La Captive du temps perdu (Marooned in Realtime) par Vernor Vinge
- Chants de la Terre lointaine (The Songs of Distant Earth) par Arthur C. Clarke
- Avènement des chats quantiques (The Coming of the Quantum Cats) par Frederik Pohl
- Santiago (Santiago) par Mike Resnick
- Enigma par Michael P. Kube-McDowell
- Gravité à la manque (When Gravity Fails) par George Alec Effinger
- Lear's Daughters par M. Bradley Kellogg avec William Rossow
- L'Étoile des Gitans (Star of Gypsies) par Robert Silverberg
- Histoire de Nerilka (Nerilka's Story) par Anne McCaffrey
- L'Apprentissage du guerrier (The Warrior's Apprentice) par Lois McMaster Bujold
- The Moon Goddess and the Son par Donald Kingsbury
- Câblé (Hardwired) par Walter Jon Williams
- The Architect of Sleep par Steven R. Boyett
- Vénus des rêves (Venus of Dreams) par Pamela Sargent
- The Nimrod Hunt par Charles Sheffield
- Ainsi finit le monde (This is the Way the World Ends) par James Morrow
- The Hercules Text par Jack McDevitt
- The Forever Man par Gordon R. Dickson
- The Ragged Astronauts par Bob Shaw
- Rebels' Seed par F. M. Busby

#### 1988
Élévation (The Uplift War) par David Brin
- Gravité à la manque (When Gravity Fails) par George Alec Effinger
- Le Nouveau Soleil de Teur (The Urth of the New Sun) par Gene Wolfe
- The Forge of God par Greg Bear
- La Vie en temps de guerre (Life During Wartime) par Lucius Shepard
- Les Annales des Heechees (The Annals of the Heechee) par Frederik Pohl
- Les Fleurs du vide (Vacuum Flowers) par Michael Swanwick
- The Smoke Ring par Larry Niven
- La Grande Rivière du ciel (Great Sky River) par Gregory Benford
- 2061 : Odyssée trois (2061: Odyssey Three) par Arthur C. Clarke
- The Legacy of Heorot par Larry Niven, Jerry Pournelle et Steven Barnes
- Au-delà du crépuscule (To Sail Beyond the Sunset) par Robert A. Heinlein
- Mémoire (Memories) par Mike McQuay
- Fool's Run par Patricia A. McKillip
- The Secret Ascension par Michael Bishop
- Les Tommyknockers (The Tommyknockers) par Stephen King
- L'Aube (Dawn) par Octavia E. Butler
- Intervention par Julian May
- After Long Silence par Sheri S. Tepper
- Code Blue — Emergency! par James White
- Way of the Pilgrim par Gordon R. Dickson
- La Station d'Araminta et Araminta 2 (Araminta Station) par Jack Vance
- Le Souffle du cyclone (Voice of the Whirlwind) par Walter Jon Williams
- The Awakeners (Northshore; Southshore) par Sheri S. Tepper
- Still River par Hal Clement
- Dover Beach par Richard Bowker
- Rumors of Spring par Richard Grant
- Liege-Killer par Christopher Hinz
- In Conquest Born par C. S. Friedman
- Rock machine (Little Heroes) par Norman Spinrad
- Replay (Replay) par Ken Grimwood
- Watchmen (Watchmen) par Alan Moore et Dave Gibbons
- A Mask for the General par Lisa Goldstein

#### 1989
Cyteen (Cyteen) par C. J. Cherryh
- Mona Lisa s'éclate (Mona Lisa Overdrive) par William Gibson
- Les Mailles du réseau (Islands in the Net) par Bruce Sterling
- Prélude à Fondation (Prelude to Foundation) par Isaac Asimov
- La Côte dorée (The Gold Coast) par Kim Stanley Robinson
- Éternité (Eternity) par Greg Bear
- L'Aube des dragons (Dragonsdawn) par Anne McCaffrey
- En des cités désertes (Deserted Cities of the Heart) par Lewis Shiner
- Opération Cay (Falling Free) par Lois McMaster Bujold
- La Station d'Araminta et Araminta 2 (Araminta Station) par Jack Vance
- Alternities par Michael P. Kube-McDowell
- L'Initiation (Adulthood Rites) par Octavia E. Butler
- Cat le Psion (Catspaw) par Joan D. Vinge
- À la fin de l'hiver (At Winter's End) par Robert Silverberg
- Un clone encombrant (Brothers in Arms) par Lois McMaster Bujold
- Ivoire (Ivory) par Mike Resnick
- Wetware par Rudy Rucker
- Crazy Time par Kate Wilhelm
- Vénus des ombres (Venus of Shadows) par Pamela Sargent
- Orphan of Creation par Roger MacBride Allen
- Un monde de femmes (The Gate to Women's Country) par Sheri S. Tepper
- L'Homme des jeux (The Player of Games) par Iain M. Banks
- Neon Lotus par Marc Laidlaw
- Hellspark par Janet Kagan
- Chronosequence par Hilbert Schenck (en)
- Children of the Thunder par John Brunner
- Nova Africa (Fire on the Mountain) par Terry Bisson
- Terraplane (Terraplane) par Jack Womack
- Starfire par Paul Preuss
- An Alien Light par Nancy Kress
- The Company Man par Joe Clifford Faust

### Années 1990
| Sommaire : | - Haut - 1990 - 1991 - 1992 - 1993 - 1994 - 1995 - 1996 - 1997 - 1998 - 1999 |

#### 1990
Hypérion (Hyperion) par Dan Simmons
- Volte-face (Rimrunners) par C. J. Cherryh
- Rituel de chasse (Grass) par Sheri S. Tepper
- Marées de lumière (Tides of Light) par Gregory Benford
- Privé de désert (A Fire in the Sun) par George Alec Effinger
- The Boat of a Million Years par Poul Anderson
- Rama II (Rama II) par Arthur C. Clarke et Gentry Lee
- Falcon par Emma Bull
- Les Larmes d'Icare (Phases of Gravity) par Dan Simmons
- La Ville peu de temps après (The City, Not Long After) par Pat Murphy
- Imago (Imago) par Octavia E. Butler
- A Talent for War par Jack McDevitt
- Bonnes nouvelles de l'espace (Good News From Outer Space) par John Kessel
- Le Troisième aigle (The Third Eagle) par R. A. MacAvoy
- Immortalité à vendre (Buying Time) par Joe Haldeman
- Homegoing par Frederik Pohl
- Being Alien par Rebecca Ore
- Horizon vertical (Farewell Horizontal) par K. W. Jeter
- Out on Blue Six par Ian McDonald
- Orbital Decay par Allen Steele
- The Child Garden par Geoff Ryman
- Sugar Rain par Paul Park
- Eden (Eden) par Stanislaw Lem
- Dawn's Uncertain Light par Neal Barrett, Jr
- Le Lait de la chimère (Black Milk) par Robert Reed
- On My Way to Paradise par Dave Wolverton
- Les Renégats de Pern (The Renegades of Pern) par Anne McCaffrey
- La Reine du printemps (The New Springtime) par Robert Silverberg

#### 1991
La Chute d'Hypérion (The Fall of Hyperion) par Dan Simmons
- Terre (Earth) par David Brin
- La Reine des anges (Queen of Angels) par Greg Bear
- Miles Vorkosigan (The Vor Game) par Lois McMaster Bujold
- Voyage vers la planète rouge (Voyage to the Red Planet) par Terry Bisson
- En terre étrangère (Stranger in a Strange Land) par Robert A. Heinlein
- Projet Diaspora (The Quiet Pools) par Michael P. Kube-McDowell
- La Machine à différences (The Difference Engine) par William Gibson et Bruce Sterling
- Le Parc jurassique (Jurassic Park) par Michael Crichton
- The Ring of Charon par Roger MacBride Allen
- Le Bond vers l'infini (Pegasus in Flight) par Anne McCaffrey
- Raising the Stones par Sheri S. Tepper
- Lisière du Pacifique (Pacific Edge) par Kim Stanley Robinson
- Le Vieil Homme et son double (The Hemingway Hoax) par Joe Haldeman
- Redshift Rendezvous par John E. Stith (en)
- Summertide par Charles Sheffield
- Polar City Blues par Katharine Kerr
- The World at the End of Time par Frederik Pohl
- Clarke County, Space par Allen Steele
- The Hollow Earth par Rudy Rucker
- La Rowane (The Rowan) par Anne McCaffrey
- In the Country of the Blind par Michael F. Flynn
- Le Fantôme venu des profondeurs (The Ghost from the Grand Banks) par Arthur C. Clarke
- Vice versa (The Divide) par Robert Charles Wilson
- Agviq par Michael Armstrong
- Heathern par Jack Womack

#### 1992
Barrayar (Barrayar) par Lois McMaster Bujold
- Xénocide (Xenocide) par Orson Scott Card
- Bone Dance par Emma Bull
- La Reine de l'été (The Summer Queen) par Joan D. Vinge
- Tous les Weyrs de Pern (All the Weyrs of Pern) par Anne McCaffrey
- Stations des profondeurs (Stations of the Tide) par Michael Swanwick
- Temps fort (Heavy Time) par C. J. Cherryh
- Destination ténèbres (The Dark Beyond the Stars) par Frank M. Robinson
- Les synthérétiques (Synners) par Pat Cadigan
- Brain Child par George Turner
- Les Jardins de Rama (The Garden of Rama) par Arthur C. Clarke et Gentry Lee
- Bonne Vieille Terre (Ecce and Old Earth) par Jack Vance
- Les Nomades du fer (A Woman of the Iron People) par Eleanor Arnason
- Le Printemps russe (Russian Spring) par Norman Spinrad
- The Trinity Paradox par Kevin J. Anderson et Doug Beason (en)
- Death Qualified: A Mystery of Chaos par Kate Wilhelm
- The Illegal Rebirth of Billy the Kid par Rebecca Ore
- The Ragged World par Judith Moffett
- Sculpteurs de ciel (Carve the Sky) par Alexander Jablokov
- La Machine à différences (The Difference Engine) par Bruce Sterling et William Gibson
- La Lumière des astres (Eternal Light) par Paul J. McAuley
- Buddy Holly Is Alive and Well on Ganymede par Bradley Denton

#### 1993
Le Grand Livre (Doomsday Book) par Connie Willis
- Mars la rouge (Red Mars) par Kim Stanley Robinson
- L'Homme nu (The Hollow Man) par Dan Simmons
- Un feu sur l'abîme (A Fire Upon the Deep) par Vernor Vinge
- Gens de la Lune (Steel Beach) par John Varley
- Anvil of Stars par Greg Bear
- L'Héritage de Chanur (Chanur's Legacy) par C. J. Cherryh
- Mars (Mars) par Ben Bova
- Basilica (The Memory of Earth) par Orson Scott Card
- Le Samouraï virtuel (Snow Crash) par Neal Stephenson
- Worlds Enough and Time par Joe Haldeman
- La Mémoire du crystal (Crystal Line) par Anne McCaffrey
- Count Geiger's Blues par Michael Bishop
- Hellburner par C. J. Cherryh
- Sideshow par Sheri S. Tepper
- Aristoï (Aristoi) par Walter Jon Williams
- Labyrinth of Night par Allen Steele
- Mining the Oort par Frederik Pohl
- Le Temps fugitif (Lord Kelvin's Machine) par James P. Blaylock
- Hearts, Hands and Voices par Ian McDonald
- Passerelles pour l'infini (A Million Open Doors) par John Barnes
- Jaran par Kate Elliott
- Glass Houses par Laura J. Mixon
- China Mountain Zhang par Maureen F. McHugh
- A Deeper Sea par Alexander Jablokov
- Alien Earth (Alien Earth) par Megan Lindholm
- Æstival Tide par Elizabeth Hand

#### 1994
Mars la verte (Green Mars) par Kim Stanley Robinson
- L'Envol de Mars (Moving Mars) par Greg Bear
- Beggars in Spain par Nancy Kress
- Lumière virtuelle (Virtual Light) par William Gibson
- La Jeune Fille et les Clones (Glory Season) par David Brin
- Hard Landing par Algis Budrys
- Le Général (The Call of Earth) par Orson Scott Card
- Prière à l'ange obscur (A Plague of Angels) par Sheri S. Tepper
- Harvest of Stars par Poul Anderson
- La Plage de verre (Against a Dark Background) par Iain M. Banks
- Le Marteau de Dieu (The Hammer of God) par Arthur C. Clarke
- Ring of Swords par Eleanor Arnason
- Les Forces majeures (Powers That Be) par Anne McCaffrey et Elizabeth Ann Scarborough
- Danlo (The Broken God) par David Zindell
- Growing Up Weightless par John M. Ford
- Frère termite (Brother Termite) par Patricia Anthony
- Godspeed par Charles Sheffield
- L'Elvissée (Elvissey) par Jack Womack
- Vanishing Point par Michaela Roessner
- Chimère (Chimera) par Mary Rosenblum
- Sable rouge (Red Dust) par Paul J. McAuley
- The Gripping Hand par Larry Niven et Jerry Pournelle
- Côté nuit (Nightside the Long Sun) par Gene Wolfe
- Singularité (Timelike Infinity) par Stephen Baxter
- Assemblers of Infinity par Kevin J. Anderson et Doug Beason (en)

#### 1995
La Danse du miroir (Mirror Dance) par Lois McMaster Bujold
- La Parabole du semeur (Parable of the Sower) par Octavia E. Butler
- Le Paidhi (Foreigner) par C. J. Cherryh
- La Mère des tempêtes (Mother of Storms) par John Barnes
- Beggars and Choosers par Nancy Kress
- Gros Temps (Heavy Weather) par Bruce Sterling
- Worldwar: In the Balance par Harry Turtledove
- Rama révélé (Rama Revealed) par Arthur C. Clarke et Gentry Lee
- Caldé, côté cité (Calde of the Long Sun) par Gene Wolfe
- Les Dauphins de Pern (The Dolphins of Pern) par Anne McCaffrey
- Les Machines de Dieu (The Engines of God) par Jack McDevitt
- Les Profondeurs furieuses (Furious Gulf) par Gregory Benford
- The Stars Are Also Fire par Poul Anderson
- Shadow's End par Sheri S. Tepper
- Summer of Love par Lisa Mason
- Nécroville (Necroville) par Ian McDonald
- Les Chants du néant (Tripoint) par C. J. Cherryh
- Dialogue avec l'extraterrestre (The Voices of Heaven) par Frederik Pohl
- Efroyabl Ange1 (Feersum Endjinn) par Iain M. Banks
- Half the Day is Night par Maureen F. McHugh
- Accrétion (Ring) par Stephen Baxter
- La Cité des permutants (Permutation City) par Greg Egan
- Genetic Soldier par George Turner
- Climbing Olympus par Kevin J. Anderson
- Journal de nuit (Random Acts of Senseless Violence) par Jack Womack
- Wildlife par James Patrick Kelly
- End of an Era par Robert J. Sawyer
- Solis par A. A. Attanasio
- Les Conjurés de Florence (Pasquale's Angel) par Paul J. McAuley
- Mysterium (Mysterium) par Robert Charles Wilson
- The Jericho Iteration par Allen Steele

#### 1996
L'Âge de diamant (The Diamond Age) par Neal Stephenson
- Rédemption (Brightness Reef) par David Brin
- Le Retour du Phoenix (Invader) par C. J. Cherryh
- Héritage (Legacy) par Greg Bear
- Les Vaisseaux du temps (The Time Ships) par Stephen Baxter
- Sailing Bright Eternity par Gregory Benford
- Chaga par Ian McDonald
- Plasma (Metropolitan) par Walter Jon Williams
- Worldwar: Tilting the Balance par Harry Turtledove
- Slow River par Nicola Griffith
- Un homme nommé chaos (Amnesia Moon) par Jonathan Lethem
- Kaleidoscope Century par John Barnes
- Féerie (Fairyland) par Paul J. McAuley
- The Ganymede Club par Charles Sheffield
- The Killing Star par Charles Pellegrino et George Zebrowski
- Gaia's Toys par Rebecca Ore
- The Stone Garden par Mary Rosenblum
- Testament par Valerie J. Freireich
- The Golden Nineties par Lisa Mason
- Shadow Man par Melissa Scott
- Expérience terminale (The Terminal Experiment) par Robert J. Sawyer
- An Exaltation of Larks par Robert Reed

#### 1997
Mars la bleue (Blue Mars) par Kim Stanley Robinson
- Endymion (Endymion) par Dan Simmons
- Memory (Memory) par Lois McMaster Bujold
- Cetaganda (Cetaganda) par Lois McMaster Bujold
- Le Feu sacré (Holy Fire) par Bruce Sterling
- Idoru (Idoru) par William Gibson
- Inheritor par C. J. Cherryh
- La Mémoire des étoiles (Night Lamp) par Jack Vance
- Féerie (Fairyland) par Paul J. McAuley
- L'Exode (Exodus from the Long Sun) par Gene Wolfe
- Voyage (Voyage) par Stephen Baxter
- Beggars Ride par Nancy Kress
- Excession (Excession) par Iain M. Banks
- Le Trône de l'Anneau-Monde (The Ringworld Throne) par Larry Niven
- Les Enfants de l'esprit (Children of the Mind) par Orson Scott Card
- Autremonde (Otherland: City of Golden Shadow) par Tad Williams
- Pluie de rêves (Dreamfall) par Joan D. Vinge
- La Résistante (Remnant Population) par Elizabeth Moon
- L'Énigme de l'univers (Distress) par Greg Egan
- Pirates of the Universe par Terry Bisson
- River of Dust par Alexander Jablokov
- Night Sky Mine par Melissa Scott
- The Other End of Time par Frederik Pohl
- Gibbon's Decline and Fall par Sheri S. Tepper
- The Tranquillity Alternative par Allen Steele
- Oaths and Miracles par Nancy Kress
- Le Chemin des bannis (Infinity's Shore) par David Brin

#### 1998
L'Éveil d'Endymion (The Rise of Endymion) par Dan Simmons
- S.O.S. Antarctica (Antarctica) par Kim Stanley Robinson
- La Paix éternelle (Forever Peace) par Joe Haldeman
- L'Héritage de saint Leibowitz (Saint Leibowitz and the Wild Horse Woman) par Walter M. Miller, Jr. avec Terry Bisson
- Finity's End par C. J. Cherryh
- Oblique (Slant) par Greg Bear
- Diaspora (Diaspora) par Greg Egan
- Fool's War par Sarah Zettel
- Titan (Titan) par Stephen Baxter
- 3001 : l'Odyssée finale (3001: The Final Odyssey) par Arthur C. Clarke
- Rupture dans le réel (The Reality Dysfunction) par Peter F. Hamilton
- God's Fires par Patricia Anthony
- L'Amour au temps des dinosaures (Corrupting Dr. Nice) par John Kessel
- Destiny's Road par Larry Niven
- Eternity Road par Jack McDevitt
- The Black Sun par Jack Williamson
- The Family Tree par Sheri S. Tepper
- Glimmering par Elizabeth Hand
- Secret Passages par Paul Preuss
- The Fleet of Stars par Poul Anderson
- Mississippi Blues par Kathleen Ann Goonan
- Le Chromosome de Calcutta (The Calcutta Chromosome) par Amitav Ghosh
- Dreaming Metal par Melissa Scott
- Tomorrow and Tomorrow par Charles Sheffield
- The Dazzle of Day par Molly Gloss
- Héroïne d'un jour (Once a Hero) par Elizabeth Moon
- Einstein's Bridge par John Cramer
- Deception Well par Linda Nagata

#### 1999
Sans parler du chien (To Say Nothing of the Dog) par Connie Willis
- Darwinia (Darwinia) par Robert Charles Wilson
- Le Grand silence (The Alien Years) par Robert Silverberg
- Distraction par Bruce Sterling
- Le Système Valentine (The Golden Globe) par John Varley
- La Sphère (Cosm) par Gregory Benford
- Children of God par Mary Doria Russell
- La Parabole des talents (Parable of the Talents) par Octavia E. Butler
- Ports of Call par Jack Vance
- Starfarers par Poul Anderson
- Dinosaur Summer par Greg Bear
- La Danse des six lunes (Six Moon Dance) par Sheri S. Tepper
- Les Hommes dénaturés (Maximum Light) par Nancy Kress
- Poussière de lune (Moonseed) par Stephen Baxter
- Komarr (Komarr) par Lois McMaster Bujold
- Mission Child par Maureen F. McHugh
- Vast par Linda Nagata
- Child of the River par Paul J. McAuley
- Deepdrive par Alexander Jablokov
- Girl in Landscape par Jonathan Lethem
- Le Fleuve entre les mondes (Otherland: River of Blue Fire) par Tad Williams
- Earth Made of Glass par John Barnes
- The Children Star par Joan Slonczewski
- Bloom par Wil McCarthy
- Noir (Noir) par K. W. Jeter
- Moonfall par Jack McDevitt
- Prisoner of Conscience par Susan R. Matthews (en)
- Kirinya par Ian McDonald
- La Division Cassini (The Cassini Division) par Ken MacLeod
- The Shapes of Their Hearts par Melissa Scott

### Années 2000
| Sommaire : | - Haut - 2000 - 2001 - 2002 - 2003 - 2004 - 2005 - 2006 - 2007 - 2008 - 2009 |

#### 2000
Cryptonomicon (Cryptonomicon) par Neal Stephenson
- L'Échelle de Darwin (Darwin's Radio) par Greg Bear
- Au tréfonds du ciel (A Deepness in the Sky) par Vernor Vinge
- Ekaterin (A Civil Campaign) par Lois McMaster Bujold
- La Stratégie de l'ombre (Ender's Shadow) par Orson Scott Card
- La Liberté éternelle (Forever Free) par Joe Haldeman
- Precursor par C. J. Cherryh
- On Blue's Waters par Gene Wolfe
- Le Dieu nu (The Naked God) par Peter F. Hamilton
- Téranésie (Teranesia) par Greg Egan
- La Division Cassini (The Cassini Division) par Ken MacLeod
- Les Enfants de Mars (The Martian Race) par Gregory Benford
- Waiting par Frank M. Robinson
- Temps (Manifold: Time) par Stephen Baxter
- Tomorrow's Parties (All Tomorrow's Parties) par William Gibson
- Bios (Bios) par Robert Charles Wilson
- The Far Shore of Time par Frederik Pohl
- Bleue comme une orange (Greenhouse Summer) par Norman Spinrad
- Finity par John Barnes
- Ancients of Days par Paul J. McAuley
- Les Âmes dans la grande machine (Souls in the Great Machine) par Sean McMullen
- Singer from the Sea par Sheri S. Tepper
- Les Extrêmes (The Extremes) par Christopher Priest
- The Conqueror's Child par Suzy McKee Charnas
- La Tour des rêves (Tower of Dreams) par Jamil Nasir

#### 2001
Le Dit d'Aka (The Telling) par Ursula K. Le Guin
- L'Ogre de l'espace (Eater) par Gregory Benford
- Zeitgeist par Bruce Sterling
- Le Message (The Coming) par Joe Haldeman
- In Green's Jungles par Gene Wolfe
- The Sky Road par Ken MacLeod
- Le Sens du vent (Look to Windward) par Iain M. Banks
- Espace (Manifold: Space) par Stephen Baxter
- Midnight Robber par Nalo Hopkinson
- Réalité partagée (Probability Moon) par Nancy Kress
- Crescent City Rhapsody par Kathleen Ann Goonan
- Collapsium (The Collapsium) par Wil McCarthy
- Le Grand Vaisseau (Marrow) par Robert Reed
- The Fountains of Youth par Brian Stableford
- Genesis par Poul Anderson
- The Fresco par Sheri S. Tepper
- Shrine of Stars par Paul J. McAuley
- Ventus (Ventus) par Karl Schroeder
- Candle par John Barnes
- Hunted par James Alan Gardner
- Colony Fleet par Susan R. Matthews (en)
- L'Espace de la révélation (Revelation Space) par Alastair Reynolds
- The Jazz par Melissa Scott
- The Miocene Arrow par Sean McMullen
- Outlaw School par Rebecca Ore
- Mars Crossing par Geoffrey A. Landis
- Mirages lointains (Distance Haze) par Jamil Nasir
- Les Cendres de la victoire (Ashes of Victory) par David Weber
- Infinity Beach par Jack McDevitt

#### 2002
Passage (Passage) par Connie Willis
- L'Ombre de l'Hégémon (Shadow of the Hegemon) par Orson Scott Card
- Les Chronolithes (The Chronoliths) par Robert Charles Wilson
- Return to the Whorl par Gene Wolfe
- Defender par C. J. Cherryh
- Cosmonaut Keep par Ken MacLeod
- Nekropolis par Maureen F. McHugh
- Artefacts (Probability Sun) par Nancy Kress
- La Cité du gouffre (Chasm City) par Alastair Reynolds
- Origine (Manifold: Origin) par Stephen Baxter
- Hank Shapiro au pays de la récup' (The Pickup Artist) par Terry Bisson
- La Nef des fous (Ship of Fools) par Richard Paul Russo
- Terraforming Earth par Jack Williamson
- Appleseed par John Clute
- Une invasion martienne (The Secret of Life) par Paul J. McAuley
- The Merchants of Souls par John Barnes
- Dark Light par Ken MacLeod
- Metaplanetary par Tony Daniel
- Dervish Is Digital par Pat Cadigan
- Going, Going, Gone par Jack Womack
- Aux Marges de la Vision (Limit of Vision) par Linda Nagata
- The Cassandra Complex par Brian Stableford
- Eyes of the Calculor par Sean McMullen
- Rifteurs (Maelstrom) par Peter Watts
- L'Affaire Jane Eyre (The Eyre Affair) par Jasper Fforde
- A Paradigm of Earth par Candas Jane Dorsey
- Deepsix (Deepsix) par Jack McDevitt
- Whole Wide World par Paul J. McAuley
- Angel of Destruction par Susan R. Matthews (en)

#### 2003
Chroniques des années noires (The Years of Rice and Salt) par Kim Stanley Robinson
- Le Peuple d'argile (Kiln People) par David Brin
- Bones of the Earth par Michael Swanwick
- L'Arche de la rédemption (Redemption Ark) par Alastair Reynolds
- Coyote par Allen Steele
- L'Ombre du Shrander (Light) par M. John Harrison
- Les Marionnettes de l'ombre (Shadow Puppets) par Orson Scott Card
- Chindi (Chindi) par Jack McDevitt
- La Séparation (The Separation) par Christopher Priest
- Schild's Ladder par Greg Egan
- La Monture (The Mount) par Carol Emshwiller
- Les Faucheurs (Probability Space) par Nancy Kress
- Guardian par Joe Haldeman
- Engine City par Ken MacLeod
- Ruled Britannia par Harry Turtledove
- Évolution (Evolution) par Stephen Baxter
- En quête d'éternité (Vitals) par Greg Bear
- Lion's Blood par Steven Barnes
- L'Oiseau impossible (The Impossible Bird) par Patrick O'Leary
- The Sky So Big and Black par John Barnes
- L'Aube du visiteur (The Visitor) par Sheri S. Tepper
- Light Music par Kathleen Ann Goonan
- Immunité diplomatique (Diplomatic Immunity) par Lois McMaster Bujold
- Permanence (Permanence) par Karl Schroeder
- Mélancolie des immortels (The Praxis) par Walter Jon Williams
- Spaceland par Rudy Rucker
- The Omega Expedition par Brian Stableford

#### 2004
Ilium (Ilium) par Dan Simmons
- Identification des schémas (Pattern Recognition) par William Gibson
- Quicksilver par Neal Stephenson
- Les Enfants de Darwin (Darwin's Children) par Greg Bear
- La Vitesse de l'obscurité (The Speed of Dark) par Elizabeth Moon
- Le Gouffre de l'absolution (Absolution Gap) par Alastair Reynolds
- Crépuscule d'acier (Singularity Sky) par Charles Stross
- Oméga (Omega) par Jack McDevitt
- Coalescence (Coalescent) par Stephen Baxter
- Blind Lake (Blind Lake) par Robert Charles Wilson
- Le Phénix exultant / La Haute Transcendance (The Golden Age: The Phoenix Exultant/The Golden Transcendence) par John C. Wright
- Nothing Human par Nancy Kress
- Natural History par Justina Robson
- Les Légions immortelles / Le Secret de l'Empire (Succession: The Risen Empire/The Killing of Worlds) par Scott Westerfeld
- The Poison Master par Liz Williams
- Sister Alice par Robert Reed
- Felaheen: The Third Arabesk par Jon Courtenay Grimwood
- Memory par Linda Nagata
- The Lost Steersman par Rosemary Kirstein (en)
- The Line of Polity par Neal Asher

#### 2005
The Baroque Cycle: The Confusion; The System of the World par Neal Stephenson
- Crépuscule d'acier (Iron Sunrise) par Charles Stross
- Eastern Standard Tribe par Cory Doctorow
- Les Quarante Signes de la pluie (Forty Signs of Rain) par Kim Stanley Robinson
- L'Algébriste (The Algebraist) par Iain M. Banks
- Camouflage par Joe Haldeman
- La Veillée de Newton (Newton's Wake) par Ken MacLeod
- The Life of the World to Come par Kage Baker
- Le Fleuve des dieux (River of Gods) par Ian McDonald
- Cartographie des nuages (Cloud Atlas: A Novel) par David Mitchell
- Le Complot contre l'Amérique (The Plot Against America) par Philip Roth
- For Us, the Living par Robert A. Heinlein
- Crucible par Nancy Kress
- Air par Geoff Ryman
- La Pluie du siècle (Century Rain) par Alastair Reynolds
- Banner of Souls par Liz Williams
- Exultant (Exultant) par Stephen Baxter
- Stamping Butterflies par Jon Courtenay Grimwood
- Lost in Transmission par Wil McCarthy
- The Zenith Angle par Bruce Sterling
- The Fourth Circle par Zoran Zivkovic
- Frek and the Elixir par Rudy Rucker
- Les Diables blancs (White Devils) par Paul J. McAuley
- Spondulix par Paul Di Filippo
- Le Brillion noir (Black Brillion) par Matthew Hughes
- The Language of Power par Rosemary Kirstein (en)
- Life par Gwyneth Jones
- La Cité de perle (City of Pearl) par Karen Traviss
- Polaris par Jack McDevitt

#### 2006
Accelerando (Accelerando) par Charles Stross
- Olympos (Olympos) par Dan Simmons
- Spin (Spin) par Robert Charles Wilson
- Cinquante degrès au-dessous de zéro (Fifty Degrees Below) par Kim Stanley Robinson
- Learning the World par Ken MacLeod
- L'Ombre du géant (Shadow of the Giant) par Orson Scott Card
- Old Twentieth par Joe Haldeman
- Auprès de moi toujours (Never Let Me Go) par Kazuo Ishiguro
- Seeker (Seeker) par Jack McDevitt
- Mammoth par John Varley
- Janus (Pushing Ice) par Alastair Reynolds
- Transcendance (Transcendent) par Stephen Baxter
- Des milliards de tapis de cheveux (The Carpet Makers) par Andreas Eschbach
- Le Monde d'avant (The World Before) par Karen Traviss
- Lady of Mazes par Karl Schroeder
- 9Tail Fox par Jon Courtenay Grimwood
- Un puits dans les étoiles (The Well of Stars) par Robert Reed
- Living Next Door to the God of Love par Justina Robson
- Le Cimetière des Saints (The Rosetta Codex) par Richard Paul Russo
- To Crush the Moon par Wil McCarthy
- Godplayers par Damien Broderick
- Glyphes (Mind's Eye) par Paul J. McAuley
- Tumbling After par Paul Witcover
- Le Vieil Homme et la Guerre (Old Man's War) par John Scalzi

#### 2007
Rainbows End (Rainbows End) par Vernor Vinge
- Glasshouse par Charles Stross
- Vision aveugle (Blindsight) par Peter Watts
- Carnival par Elizabeth Bear
- Le Cercle de Farthing (Farthing) par Jo Walton
- Famille et Cie (The Clan Corporate) par Charles Stross
- La Route (The Road) par Cormac McCarthy
- Contre-jour (Against the Day) par Thomas Pynchon
- Sun of Suns par Karl Schroeder
- Mathematicians in Love par Rudy Rucker
- Eifelheim (Eifelheim) par Michael F. Flynn
- Nova Swing par M. John Harrison
- End of the World Blues par Jon Courtenay Grimwood
- Matriarch par Karen Traviss
- The Armies of Memory par John Barnes
- Polity Agent par Neal Asher
- Emperor par Stephen Baxter
- Keeping It Real par Justina Robson
- Les Brigades fantômes (The Ghost Brigades) par John Scalzi
- Horizons par Mary Rosenblum
- Babylon par Richard Calder (en)
- The Android's Dream par John Scalzi

#### 2008
Le Club des policiers yiddish (The Yiddish Policemen's Union) par Michael Chabon
- Code source (Spook Country) par William Gibson
- Halting State par Charles Stross
- Brasyl (Brasyl) par Ian McDonald
- The Accidental Time Machine par Joe Haldeman
- Axis (Axis) par Robert Charles Wilson
- Black Man (Black Man) par Richard Morgan
- The Execution Channel par Ken MacLeod
- Hamlet au paradis (Ha'penny) par Jo Walton
- Soixante jours et après (Sixty Days and Counting) par Kim Stanley Robinson
- Undertow par Elizabeth Bear
- Mainspring par Jay Lake
- Queen of Candesce par Karl Schroeder
- The Sons of Heaven par Kage Baker
- The Prefect par Alastair Reynolds
- Bad Monkeys (Bad Monkeys) par Matt Ruff
- Shelter par Susan Palwick (en)
- HARM par Brian Aldiss
- In War Times par Kathleen Ann Goonan
- Engineer Trilogy: Devices and Desires/Evil for Evil/The Escapement par K. J. Parker
- La Dernière Colonie (The Last Colony) par John Scalzi
- Conqueror par Stephen Baxter
- Till Human Voices Wake Us par Mark Budz (en)

#### 2009
Anatèm (Anathem) par Neal Stephenson
- Trames (Matter) par Iain M. Banks
- La Cité à la fin des temps (City at the End of Time) par Greg Bear
- Saturn's Children par Charles Stross
- Marsbound par Joe Haldeman
- Une demi-couronne (Half a Crown) par Jo Walton
- Incandescence par Greg Egan
- Rolling Thunder par John Varley
- Avaleur de mondes (Implied Spaces) par Walter Jon Williams
- La Maison des soleils (House of Suns) par Alastair Reynolds
- La Guerre tranquille (The Quiet War) par Paul J. McAuley
- The January Dancer par Michael F. Flynn
- Escapement par Jay Lake
- Pirate Sun par Karl Schroeder
- Déluge (Flood) par Stephen Baxter
- Weaver par Stephen Baxter
- The Night Sessions par Ken MacLeod
- Song of Time par Ian R. MacLeod
- The Company par K. J. Parker

### Années 2010
| Sommaire : | - Haut - 2010 - 2011 - 2012 - 2013 - 2014 - 2015 - 2016 - 2017 - 2018 - 2019 |

#### 2010
Boneshaker (Boneshaker) par Cherie Priest
- The Empress of Mars par Kage Baker
- Le Rêve de Galilée (Galileo's Dream) par Kim Stanley Robinson
- Julian (Julian Comstock: A Story of 22nd-Century America) par Robert Charles Wilson
- Steal Across the Sky par Nancy Kress
- Transition (Transition) par Iain M. Banks
- Dôme (Under the Dome) par Stephen King
- Gardens of the Sun par Paul J. McAuley
- Ceci n'est pas un jeu (This Is Not a Game) par Walter Jon Williams
- Arche (Ark) par Stephen Baxter
- The Devil's Alphabet par Daryl Gregory
- Chronic City (Chronic City) par Jonathan Lethem
- The Sunless Countries par Karl Schroeder
- Les Murs de l'univers (The Walls of the Universe) par Paul Melko
- La Fille automate (The Windup Girl) par Paolo Bacigalupi
- Yellow Blue Tibia par Adam Roberts
- Buyout par Alexander C. Irvine

#### 2011
Black-out / All Clear (Blackout/All Clear) par Connie Willis
- Cryoburn (Cryoburn) par Lois McMaster Bujold
- La Maison des derviches (The Dervish House) par Ian McDonald
- Les Enfers virtuels (Surface Detail) par Iain M. Banks
- Histoire zéro (Zero History) par William Gibson
- Le Passage (The Passage) par Justin Cronin
- Feed (Feed) par Mira Grant
- Hull Zero Three par Greg Bear
- Terminal World par Alastair Reynolds
- Chill par Elizabeth Bear
- Starbound par Joe Haldeman
- Yarn par Jon Armstrong
- Zendegi (Zendegi) par Greg Egan
- Directive 51 par John Barnes
- Sleepless par Charlie Huston (en)
- Brain Thief par Alexander Jablokov
- Oiseau de malheur (Birdbrain) par Johanna Sinisalo
- Saltation par Sharon Lee (en) et Steve Miller (en)

#### 2012
Légationville (Embassytown) par China Miéville
- 22/11/63 (11/22/63) par Stephen King
- Rule 34 par Charles Stross
- Les Enfants du ciel (The Children of the Sky) par Vernor Vinge
- L'Éveil du Léviathan (Leviathan Wakes) par James S. A. Corey
- Dancing with Bears par Michael Swanwick
- Grail par Elizabeth Bear
- Deadline (Deadline) par Mira Grant
- Home Fires par Gene Wolfe
- Vortex (Vortex) par Robert Charles Wilson
- Earthbound par Joe Haldeman
- Firebird par Jack McDevitt
- The Clockwork Rocket par Greg Egan
- Les Insulaires (The Islanders) par Christopher Priest
- Heart of Iron par Ekaterina Sedia (en)
- Daybreak Zero par John Barnes
- This Shared Dream par Kathleen Ann Goonan
- 7th Sigma par Steven Gould
- All the Lives He Led par Frederik Pohl
- Wake Up and Dream par Ian R. MacLeod
- The Courier's New Bicycle par Kim Westwood (en)
- Zone 1 (Zone One) par Colson Whitehead

#### 2013
Redshirts : Au mépris du danger (Redshirts) par John Scalzi
- 2312 (2312) par Kim Stanley Robinson
- La Sonate Hydrogène (The Hydrogen Sonata) par Iain M. Banks
- L'Alliance (Captain Vorpatril’s Alliance) par Lois McMaster Bujold
- La Guerre de Caliban (Caliban’s War) par James S. A. Corey
- La Terre bleue de nos souvenirs (Blue Remembered Earth) par Alastair Reynolds
- The Fractal Prince par Hannu Rajaniemi
- The Rapture of the Nerds par Cory Doctorow et Charles Stross
- Slow Apocalypse par John Varley
- Intruder par C. J. Cherryh
- Empty Space par M. John Harrison
- Arctic Rising par Tobias S. Buckell
- Bowl of Heaven par Gregory Benford et Larry Niven
- Intrusion par Ken MacLeod
- Angelmaker par Nick Harkaway
- Any Day Now par Terry Bisson
- Jack Glass (Jack Glass) par Adam Roberts
- Rapture par Kameron Hurley
- Dernier meurtre avant la fin du monde (The Last Policeman) par Ben H. Winters
- The Eternal Flame par Greg Egan
- The Fourth Wall par Walter Jon Williams
- Fate of Worlds par Larry Niven et Edward M. Lerner (en)
- Ashes of Candesce par Karl Schroeder
- Existence (Existence) par David Brin
- Lost Everything par Brian Francis Slattery (en)
- In the Mouth of the Whale par Paul McAuley
- Turing & Burroughs par Rudy Rucker

#### 2014
La Porte d'Abaddon (Abaddon's Gate) par James S. A. Corey
- Chaman (Shaman) par Kim Stanley Robinson
- Neptune’s Brood par Charles Stross
- MaddAddam (MaddAddam) par Margaret Atwood
- The Best of All Possible Worlds par Karen Lord
- Protector par C. J. Cherryh
- Sous le vent d'acier (On the Steel Breeze) par Alastair Reynolds
- L'Adjacent (The Adjacent) par Christopher Priest
- Les Derniers Jours du Paradis (Burning Paradise) par Robert Charles Wilson
- The Red: First Light par Linda Nagata
- Proxima par Stephen Baxter
- Lexicon par Max Barry
- Finches of Mars par Brian Aldiss
- The Arrows of Time par Greg Egan
- ID: The Second Machine Dynasty par Madeline Ashby (en)
- Evening's Empires par Paul McAuley
- La Justice de l'ancillaire (Ancillary Justice) par Ann Leckie
- Le Jeu de Cuse (The Cusanus Game) par Wolfgang Jeschke
- J-77 (Countdown City) par Ben H. Winters
- The Last President par John Barnes
- Jupiter War par Neal Asher
- Trade Secret par Sharon Lee (en) et Steve Miller (en)
- Necessity's Child par Sharon Lee (en) et Steve Miller (en)

#### 2015
L'Épée de l'ancillaire (Ancillary Sword) par Ann Leckie
- Le Problème à trois corps (The Three-Body Problem) par Liu Cixin
- Annihilation / Autorité / Acceptation (Annihilation/Authority/Acceptance) par Jeff VanderMeer
- Périphérique (The Peripheral) par William Gibson
- Les Enfermés (Lock In) par John Scalzi
- Mes vrais enfants (My Real Children) par Jo Walton
- Lagoon par Nnedi Okorafor
- Les Feux de Cibola (Cibola Burn) par James S. A. Corey
- L'Âme des horloges (The Bone Clocks) par David Mitchell
- Afterparty (Afterparty) par Daryl Gregory
- The Causal Angel par Hannu Rajaniemi
- Échopraxie (Echopraxia) par Peter Watts
- War Dogs par Greg Bear
- Shipstar par Gregory Benford et Larry Niven
- Work Done for Hire par Joe Haldeman
- Ultima par Stephen Baxter
- Dark Lightning par John Varley
- Tigerman par Nick Harkaway
- The Memory of Sky par Robert Reed
- Wolves par Simon Ings (en)
- Artemis Awakening par Jane Lindskold
- Le Livre des choses étranges et nouvelles (The Book of Strange New Things) par Michel Faber
- Impact (World of Trouble) par Ben H. Winters
- Bête par Adam Roberts
- Le Sang des fleurs (The Blood of Angels) par Johanna Sinisalo
- Europe in Autumn par Dave Hutchinson
- Station Eleven (Station Eleven) par Emily St. John Mandel
- All Those Vanished Engines par Paul Park

#### 2016
La Miséricorde de l'ancillaire (Ancillary Mercy) par Ann Leckie
- Seveneves par Neal Stephenson
- Water Knife (The Water Knife) par Paolo Bacigalupi
- Aurora (Aurora) par Kim Stanley Robinson
- A Borrowed Man par Gene Wolfe
- Nouvelle Lune (New Moon) par Ian McDonald
- Radiance par Catherynne M. Valente
- Les Jeux de Némésis (Nemesis Games) par James S. A. Corey
- La Fin de tout (The End of All Things) par John Scalzi
- La Forêt sombre (The Dark Forest) par Liu Cixin
- Somewhither: Being the First Part of A Tale of the Unwithering Realm par John C. Wright
- Planetfall (Planetfall) par Emma Newman
- Le Livre de Phénix (The Book of Phoenix) par Nnedi Okorafor
- Tracker par C. J. Cherryh
- Chasing the Phoenix par Michael Swanwick
- Galapagos Regained par James Morrow
- Dark Orbit par Carolyn Ives Gilman
- Going Dark par Linda Nagata
- Dans le sillage de Poséidon (Poseidon's Wake) par Alastair Reynolds
- Persona par Genevieve Valentine
- Golden Son (Golden Son) par Pierce Brown (en)
- Agent of the Imperium par Marc Miller
- Europe at Midnight par Dave Hutchinson
- Red Rising (Red Rising) par Pierce Brown (en)
- Glorious Angels par Justina Robson
- La Chose en soi (The Thing Itself) par Adam Roberts
- Weighing Shadows par Lisa Goldstein

#### 2017
La Mort immortelle (Death’s End) par Liu Cixin
- Underground Railroad (The Underground Railroad) par Colson Whitehead
- Les Cendres de Babylone (Babylon's Ashes) par James S. A. Corey
- Central Station (Central Station) par Lavie Tidhar
- Company Town par Madeline Ashby (en)
- Visitor par C. J. Cherryh
- Les Chroniques de Méduse (The Medusa Chronicles) par Stephen Baxter et Alastair Reynolds
- After Atlas (After Atlas) par Emma Newman
- La Cité du futur (Last Year) par Robert Charles Wilson
- Take Back the Sky par Greg Bear
- Icon par Genevieve Valentine
- Underground Airlines (Underground Airlines) par Ben H. Winters
- Europe in Winter par Dave Hutchinson
- Impersonations par Walter Jon Williams
- Into Everywhere par Paul J. McAuley
- Cœurs artificiels (False Hearts) par Laura Lam (en)
- Dissidence par Ken MacLeod
- Trop semblable à l'éclair (Too Like the Lightning) par Ada Palmer
- Avec joie et docilité (The Core of the Sun) par Johanna Sinisalo
- Le Gambit du renard (Ninefox Gambit) par Yoon Ha Lee
- Occupy Me par Tricia Sullivan
- Rosewater (Rosewater) par Tade Thompson
- Alien Morning par Rick Wilber (en)
- Libration (A Closed and Common Orbit) par Becky Chambers
- Faller par Will McIntosh

#### 2018
L'Effondrement de l'empire (The Collapsing Empire) par John Scalzi
- Provenance (Provenance) par Ann Leckie
- New York 2140 (New York 2140) par Kim Stanley Robinson
- Le Stratagème du corbeau (Raven Stratagem) par Yoon Ha Lee
- Les étoiles sont légion (The Stars Are Legion) par Kameron Hurley
- Borne (Borne) par Jeff VanderMeer
- Le Soulèvement de Persépolis (Persepolis Rising) par James S. A. Corey
- Le Grand Abandon (Walkaway) par Cory Doctorow
- Sept redditions (Seven Surrenders) par Ada Palmer
- Lune du loup (Luna: Wolf Moon) par Ian McDonald
- Null States par Malka Older (en)
- Bannerless par Carrie Vaughn
- Tomorrow's Kin par Nancy Kress
- Empire Games par Charles Stross
- The Moon and the Other par John Kessel
- The Last Good Man par Linda Nagata
- La Fracture (The Rift) par Nina Allan
- The Wrong Stars par Tim Pratt (en)
- The Berlin Project par Gregory Benford
- Gnomon (Gnomon) par Nick Harkaway
- Win par Vera Nazarian (en)
- Le Massacre de l'humanité (The Massacre of Mankind) par Stephen Baxter
- Shattered Minds par Laura Lam (en)
- Austral (Austral) par Paul J. McAuley
- Six Wakes par Mur Lafferty
- Sourdough par Robin Sloan (en)
- The Real-Town Murders par Adam Roberts
- Emergence par Ken MacLeod

#### 2019
Vers les étoiles (The Calculating Stars) par Mary Robinette Kowal
- Space Opera par Catherynne M. Valente
- Revenant Gun par Yoon Ha Lee
- Archives de l'exode (Record of a Spaceborn Few) par Becky Chambers
- La Cité de l'orque (Blackfish City) par Sam J. Miller
- Lune rouge (Red Moon) par Kim Stanley Robinson
- If Tomorrow Comes par Nancy Kress
- Braises de guerre (Embers of War) par Gareth L. Powell
- Aucune terre n'est promise (Unholy Land) par Lavie Tidhar
- Elysium Fire par Alastair Reynolds
- Pride and Prometheus par John Kessel
- Emergence par C. J. Cherryh
- The Dreaming Stars par Tim Pratt (en)
- The Wild Dead par Carrie Vaughn
- The Accidental War par Walter Jon Williams
- Blues pour Irontown (Irontown Blues) par John Varley
- Europe at Dawn par Dave Hutchinson
- L'Arbre-monde (The Overstory) par Richard Powers
- Conséquence d'une disparition (An American Story) par Christopher Priest
- By the Pricking of Her Thumb par Adam Roberts
- Theory of Bastards par Audrey Schulman
- The Sky Is Yours par Chandler Klang Smith
- Shelter par Dave Hutchinson
- Chercher La Femme par L. Timmel Duchamp

### Années 2020
| Sommaire : | - Haut - 2020 - 2021 - 2022 - 2023 - 2024 - 2025 |

#### 2020
The City in the Middle of the Night par Charlie Jane Anders
- Ancestral Night par Elizabeth Bear
- Les Somnambules (Wanderers) par Chuck Wendig
- The Light Brigade par Kameron Hurley
- The Future of Another Timeline par Annalee Newitz
- Empress of Forever par Max Gladstone
- Insurrection / Rédemption (The Rosewater Insurrection/The Rosewater Redemption) par Tade Thompson
- Les Testaments (The Testaments) par Margaret Atwood
- Lune montante (Luna: Moon Rising) par Ian McDonald
- L'Armada de marbre (Fleet of Knives) par Gareth L. Powell
- Perihelion Summer par Greg Egan
- Fall or, Dodge in Hell par Neal Stephenson
- The Memory Police par Yōko Ogawa
- The Book of Flora par Meg Elison
- The Forbidden Stars par Tim Pratt (en)
- Atlas Alone par Emma Newman
- Frankissstein (Frankissstein) par Jeanette Winterson
- Un souvenir nommé empire (A Memory Called Empire) par Arkady Martine
- Golden State (Golden State) par Ben H. Winters
- Escaping Exodus par Nicky Drayden
- The Silver Wind par Nina Allan
- Gamechanger par L. X. Beckett
- Million Mile Road Trip par Rudy Rucker
- Rule of Capture par Christopher Brown (en)
- Gideon la Neuvième (Gideon the Ninth) par Tamsyn Muir
- Stealing Worlds par Karl Schroeder

#### 2021
Effet de réseau (Network Effect) par Martha Wells
- Sur la Lune (The Relentless Moon) par Mary Robinette Kowal
- La Dernière Emperox (The Last Emperox) par John Scalzi
- Le Ministère du futur (The Ministry for the Future) par Kim Stanley Robinson
- Agency (Agency) par William Gibson
- Unconquerable Sun par Kate Elliott
- Machine par Elizabeth Bear
- Attack Surface par Cory Doctorow
- Interlibrary Loan par Gene Wolfe
- War of the Maps par Paul McAuley
- Bone Silence par Alastair Reynolds
- Le Livre de Koli (The Book of Koli) par M. R. Carey
- The Eleventh Gate par Nancy Kress
- Driving the Deep par Suzanne Palmer (en)
- Chosen Spirits par Samit Basu (en)
- Fleet Elements par Walter Jon Williams
- Pacific Storm par Linda Nagata
- Tender Is the Flesh par Agustina Bazterrica
- City Under the Stars par Gardner Dozois et Michael Swanwick
- The Evidence par Christopher Priest
- Providence par Max Barry
- Anthropocene Rag par Alex Irvine
- The Arrest par Jonathan Lethem
- Bridge 108 par Anne Charnock (en)
- Failed State par Christopher Brown (en)
- Ghost Species par James Bradley

#### 2022
Une désolation nommée paix (A Desolation Called Peace) par Arkady Martine
- La Galaxie vue du sol (The Galaxy, and the Ground Within) par Becky Chambers
- La Chute du Léviathan (Leviathan Falls) par James S. A. Corey
- The Echo Wife par Sarah Gailey (en)
- Noor par Nnedi Okorafor
- Klara et le Soleil (Klara and the Sun) par Kazuo Ishiguro
- We Are Satellites par Sarah Pinsker
- Hummingbird Salamander par Jeff VanderMeer
- Shards of Earth par Adrian Tchaikovsky
- You Sexy Thing par Cat Rambo (en)
- L'Alphabet des créateurs et Peut-être les étoiles (Perhaps the Stars) par Ada Palmer
- Loin de la lumière des cieux (Far from the Light of Heaven) par Tade Thompson
- Choc terminal (Termination Shock) par Neal Stephenson
- Invisible Sun par Charles Stross
- Firebreak par Nicole Kornher-Stace
- La Cité des nuages et des oiseaux (Cloud Cuckoo Land) par Anthony Doerr
- Inhibitor Phase par Alastair Reynolds
- The Actual Star par Monica Byrne (en)
- The Horizon par Gautam Bhatia (en)
- Les Profondeurs de Vénus (The House of Styx) par Derek Künsken
- The Second Shooter par Nick Mamatas (en)
- Appleseed (Appleseed) par Matt Bell (en)
- Projet Dernière Chance (Project Hail Mary) par Andy Weir
- The Book of All Skies par Greg Egan
- Sidérations (Bewilderment) par Richard Powers
- Doors of Sleep par Tim Pratt (en)
- Beyond the Hallowed Sky par Ken MacLeod
- Out Past the Stars par K. B. Wagers
- The 22 Murders of Madison May par Max Barry
- Iron Widow (Iron Widow) par Xiran Jay Zhao
- Purgatory Mount par Adam Roberts

#### 2023
La Société protectrice des Kaijus (The Kaiju Preservation Society) par John Scalzi
- La Mer de la tranquillité (Sea of Tranquility) par Emily St. John Mandel
- La Fille du docteur Moreau (The Daughter of Doctor Moreau) par Silvia Moreno-Garcia
- The Red Scholar’s Wake par Aliette de Bodard
- L'Homme superflu (The Spare Man) par Mary Robinette Kowal
- Goliath par Tochi Onyebuchi (en)
- Eyes of the Void par Adrian Tchaikovsky
- Éversion (Eversion) par Alastair Reynolds
- Neom par Lavie Tidhar
- Sweep of Stars par Maurice Broaddus (en)

#### 2024
Effondrement système (System Collapse) par Martha Wells
- Superméchant débutant (Starter Villain) par John Scalzi
- Transitions (Translation State) par Ann Leckie
- The Terraformers par Annalee Newitz
- The Road to Roswell par Connie Willis
- Lords of Uncreation par Adrian Tchaikovsky
- A Fire Born of Exile par Aliette de Bodard
- The Jinn-Bot of Shantiport par Samit Basu (en)
- Furious Heaven par Kate Elliott
- Red Team Blues par Cory Doctorow
- Descendant Machine par Gareth L. Powell
- Hopeland par Ian McDonald
- Infinity Gate par M. R. Carey
- The Circumference of the World par Lavie Tidhar
- Him par Geoff Ryman
- A Stranger in the Citadel par Tobias S. Buckell
- The Blue, Beautiful World par Karen Lord
- Titanium Noir par Nick Harkaway
- Cahokia Jazz par Francis Spufford (en)
- Scale par Greg Egan
- Bridge par Lauren Beukes
- Where Peace Is Lost par Valerie Valdes
- La Gloire à tout prix (Some Desperate Glory) par Emily Tesh
- Conquest par Nina Allan
- Airside par Christopher Priest
- Biography of X par Catherine Lacey
- Prophet par Sin Blaché et Helen Macdonald
- Ascension (In Ascension) par Martin MacInnes (en)
- Creation Node par Stephen Baxter

#### 2025
The Man Who Saw Seconds par Alexander Boldizar (en)
- Rakesfall par Vajra Chandrasekera
- La Clémence des dieux (The Mercy of Gods) par James S. A. Corey
- Alien Clay par Adrian Tchaikovsky
- Absolution (Absolution) par Jeff VanderMeer
- The Imposition of Unnecessary Obstacles par Malka Older (en)
- Space Oddity par Catherynne M. Valente
- Service Model par Adrian Tchaikovsky
- Kinning par Nisi Shawl
- The Bezzle par Cory Doctorow
- Exordia par Seth Dickinson (en)
- Machine Vendetta par Alastair Reynolds
- Echo of Worlds par M. R. Carey
- The Sentence par Gautam Bhatia (en)
- We Are All Ghosts in the Forest par Lorraine Wilson
- Private Rites par Julia Armfield (en)
- City of Dancing Gargoyles par Tara Campbell
- Beautyland par Marie-Helene Bertino (en)
- The Book Censor's Library par Bothayna El Essa (en)
- The Knife and the Serpent par Tim Pratt (en)
- Beyond the Light Horizon par Ken MacLeod
- Under the Eye of the Big Bird (traduction de 大きな鳥にさらわれないよう) par Hiromi Kawakami
- Morphotrophic par Greg Egan
- Lake of Darkness par Adam Roberts
- Remember You Will Die par Eden Robins (en)
- Un jeu sans fin (Playground) par Richard Powers
- Three Eight One par Aliya Whiteley (en)
- Tsunami of Turmoil par Blaine L. Pardoe (en)
- Disquiet Gods par Christopher Ruocchio (en)
- Space Pirates of Andromeda par John C. Wright
- The Repeat Room par Jesse Ball
- Juice par Tim Winton
- Those Beyond the Wall par Micaiah Johnson
- The Stardust Grail par Yume Kitasei